# Zaynab Dayibekova
Zaynab Kazbekovna Dayibekova (* 19. November 2002 in Nukus) ist eine usbekische Fechterin.

## Frühes Leben und Ausbildung
Dayibekova wurde am 19. November 2002 in Nukus, Karakalpakistan, geboren. Sie ficht seit 2015 mit dem Säbel und ist Linkshänderin. Ihr erster Trainer war Daurbek Jiermuratov. Dayibekova war Studentin der Nukus-Abteilung der Staatlichen Universität für Leibeserziehung und Sport in Usbekistan.

## Karriere
Im Jahr 2018 gewann sie bei den asiatischen Juniorenmeisterschaften in den Vereinigten Arabischen Emiraten eine Bronzemedaille. Bei der Junioren-WM 2019 gewann sie in Taschkent die Goldmedaille, nachdem sie im Finale Nisonur Erbil (Türkei) mit 15:12 besiegt hatte.
2021 sicherte sich Dayibekova beim Asien-Ozeanien-Qualifikationsturnier die Startberechtigung bei den Olympischen Sommerspielen in Tokio. Im Finale setzte sie sich gegen Aigerim Saribai (Kasachstan) mit 15:6 durch. Am 30. Juni 2021 verlieh der Präsident der Republik Usbekistan, Shavkat Mirziyoyev, Dayibekova die Medaille «Shuhrat». Im selben Jahr wurde sie bei der Juniorenweltmeisterschaft in Kairo (Ägypten) Siebte.
Bei den Olympischen Spielen begann Dayibekova mit einem 15:9-Sieg gegen die Japanerin Chika Aoki. In der zweiten Runde siegte sie mit 15:10 gegen die Chinesin Shao Yatsi. Im Achtelfinale besiegte sie mit 15:12 die Südkoreanerin Yoon Ji-su. Im Viertelfinale traf sie auf Anna Márton, der sie mit 11:15 unterlag.
2021 verlieh der usbekische Präsident Shavkat Mirziyoyev Dayibekova die Medaille „Jasorat“.
Bei den 2023 ausgetragenen Asienspielen 2022 in Hangzhou sicherte sich Dayibekova im Einzel die Bronze- und mit der Mannschaft die Goldmedaille. Bei der im gleichen Jahr ausgetragenen Universiade in Chengdu, die wegen der COVID-19-Pandemie um zwei Jahre verschoben werden musste, gewann sie eine Bronzemedaille mit der Mannschaft.